# Côteaux (arrondissement)
Côteaux (em crioulo, Koto), é um arrondissement do Haiti, situado no departamento do Sul. De acordo com o censo de 2003, Côteaux tem uma população total de 44.011 habitantes.

## Comunas
O arrondissement de Côteaux é composto por 3 comunas.
- Côteaux
- Port-à-Piment
- Roche-à-Bateaux